# Single numer jeden w roku 2011 (USA)

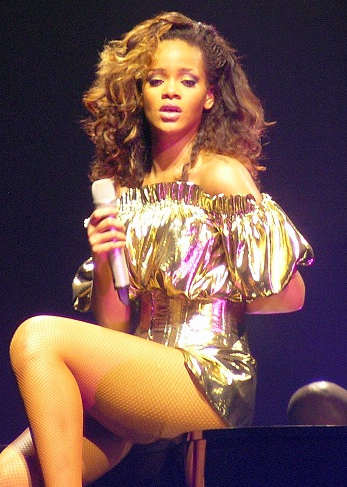
Barbadoska piosenkarka Rihanna umieściła na liście swój dziesiąty i jedenasty singel numer jeden, stając się jednym z siedmiu artystów w historii, którym udało się to dokonać. "We Found Love" było jej najdłużej przebywającym singlem na pierwszym miejscu.

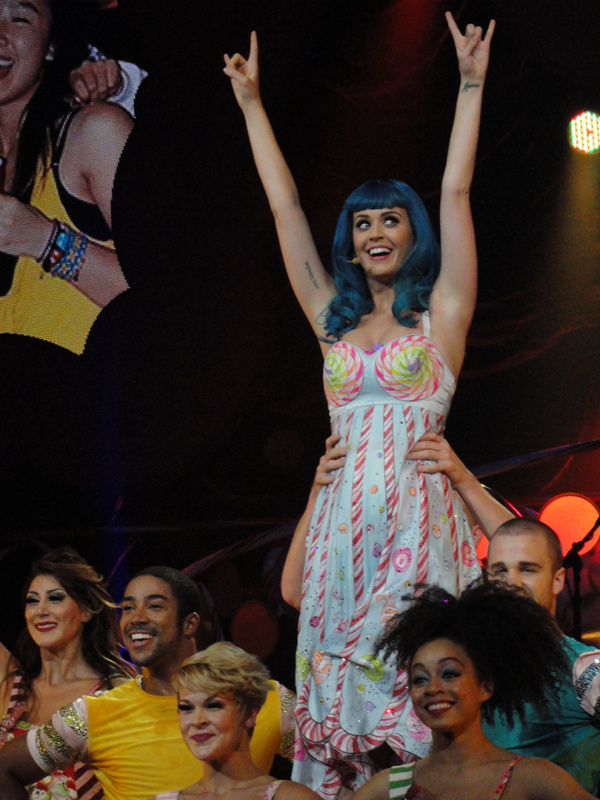
Amerykańska piosenkarka Katy Perry umieściła dwa single na szczycie listy, stając się pierwszą artystką w historii, która ma pięć numerów jeden z jednego albumu.

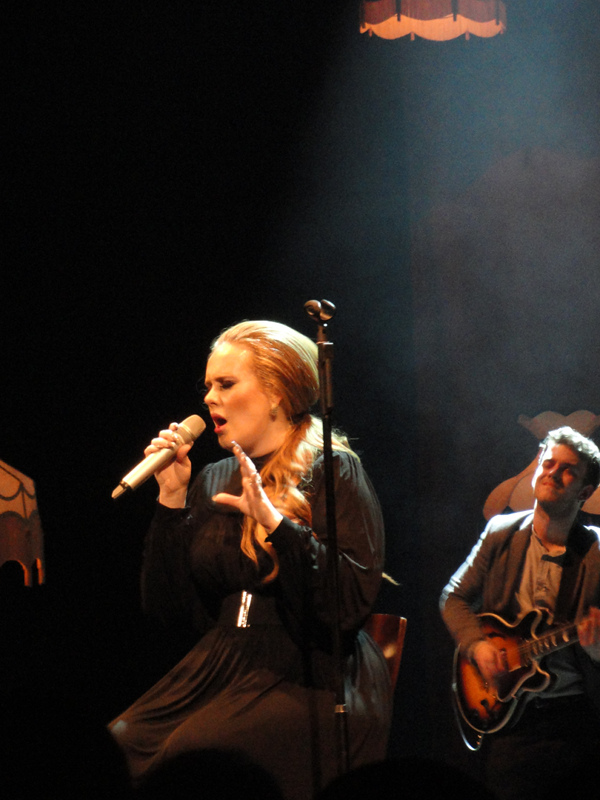
Utwór "Rolling in the Deep" brytyjskiej piosenkarki Adele spędził na pierwszym miejscu siedem ciągłych tygodni i był najlepiej sprzedającym się singlem roku.

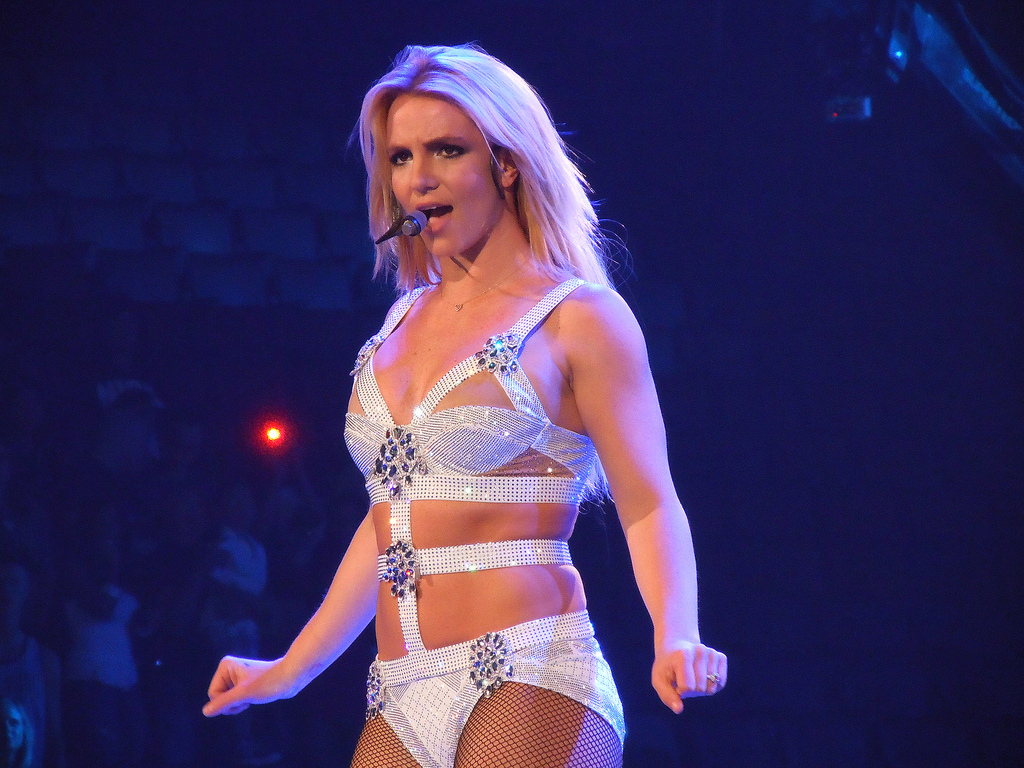
Britney Spears po debiucie na 1 miejscu z utworem "Hold It Against Me" stała się pierwszą artystką, która zdobywała 1 miejsce w 3 różnych dekadach.

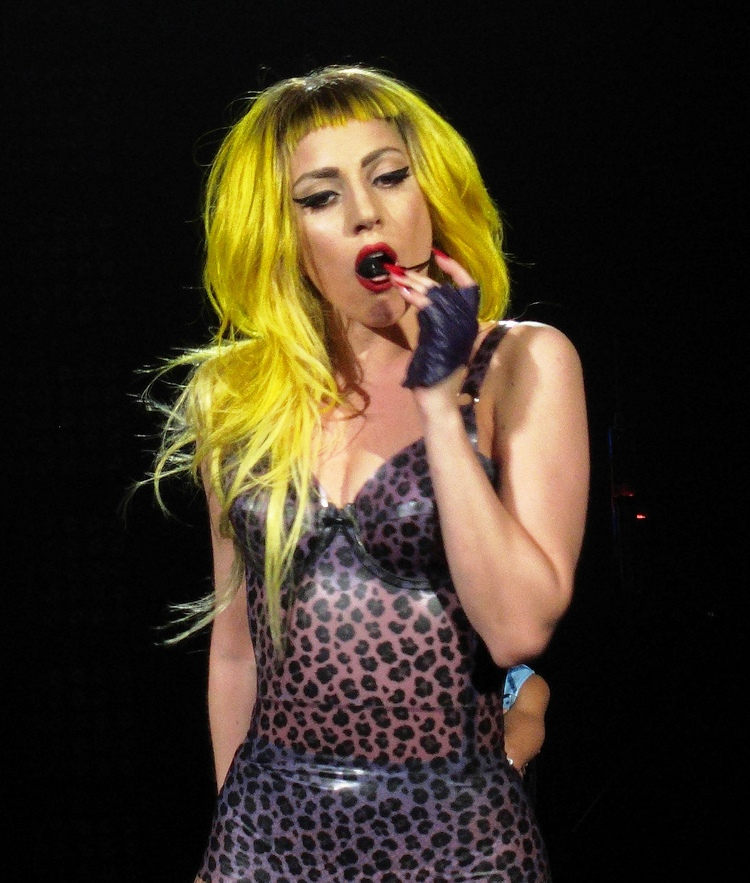
"Born This Way" Lady Gagi stał się tysięcznym numerem jeden w erze Billboard Hot 100 i pozostawał na pierwszym miejscu przez sześć ciągłych tygodni stając się najlepiej sprzedającym się singlem artystki w USA.

Notowanie Billboard Hot 100 przedstawia najlepiej sprzedające się single w Stanach Zjednoczonych. Publikowane jest ono przez magazyn Billboard, a dane kompletowane są przez Nielsen SoundScan w oparciu o cotygodniowe wyniki sprzedaży cyfrowej oraz fizycznej singli, a także częstotliwość emitowania piosenek na antenach stacji radiowych. W 2011 roku aż 13 singli osiągnęło pierwsze miejsce, chociaż faktycznie było ich 14, jednak "Firework" Katy Perry osiągnął pozycję lidera już pod koniec 2010 roku.
W 2011 roku dziewięciu artystów umieściło swoje pierwsze utwory na szczycie amerykańskiej listy, zarówno jako liderzy, jak i we współpracy z innymi artystami. Byli to: Wiz Khalifa, Adele, Pitbull, Afrojack, Nayer, LMFAO, Lauren Bennett, GoonRock i Calvin Harris. Utwór "Rolling in the Deep" brytyjskiej wokalistki Adele spędził na pierwszym miejscu siedem ciągłych tygodni i był najlepiej sprzedającym się singlem roku. Na szczycie listy znalazły się po dwa utwory takich artystek jak Britney Spears, Katy Perry, Adele i Rihanna. W 2011 roku aż sześć wspólnych projektów osiągnęło pierwsze miejsce.
Utwór "We Found Love" barbadoskiej piosenkarki Rihanny był najdłużej przebywającym singlem na pierwszym miejscu. Trwał nieprzerwanie osiem tygodni, począwszy od połowy listopada aż do końca roku kalendarzowego. Tym samym utwór pobił rekord artystki, stając się jej najdłużej przebywającym singlem na pierwszym miejscu amerykańskiej listy Billboard Hot 100, pokonując jej wcześniejsze utwory jak "Umbrella" w 2007 roku i "Love the Way You Lie" w 2010 roku. Inne single, które przebywały najdłużej na pierwszym miejscu, to "Rolling in the Deep" Adele, który spędził siedem ciągłych tygodni na szczycie, "Born This Way" Lady Gagi, który był tysięcznym numerem jeden w historii Billboard Hot 100 i "Party Rock Anthem" LMFAO - oba utwory spędziły na pierwszym miejscu sześć nieprzerwanych tygodni. "E.T." Katy Perry i "Someone Like You" Adele zajmowały najwyższą pozycję przez pięć tygodni.

## Historia notowania
| Data publikacji | Piosenka                       | Artysta                                   | Źródła       |
| --------------- | ------------------------------ | ----------------------------------------- | ------------ |
| 1 stycznia      | "Firework"                     | Katy Perry                                | [ 1 ]        |
| 8 stycznia      | "Grenade"                      | Bruno Mars                                | [ 2 ]        |
| 15 stycznia     | "Firework"                     | Katy Perry                                | [ 3 ]        |
| 22 stycznia     | "Grenade"                      | Bruno Mars                                | [ 4 ]        |
| 29 stycznia     | "Hold It Against Me"           | Britney Spears                            | [ 5 ]        |
| 5 lutego        | "Grenade"                      | Bruno Mars                                | [ 6 ]        |
| 12 lutego       | "Grenade"                      | Bruno Mars                                | [ 7 ]        |
| 19 lutego       | "Black and Yellow"             | Wiz Khalifa                               | [ 8 ]        |
| 26 lutego       | "Born This Way"                | Lady Gaga                                 | [ 9 ] [ 10 ] |
| 5 marca         | "Born This Way"                | Lady Gaga                                 | [ 11 ]       |
| 12 marca        | "Born This Way"                | Lady Gaga                                 | [ 12 ]       |
| 19 marca        | "Born This Way"                | Lady Gaga                                 | [ 13 ]       |
| 26 marca        | "Born This Way"                | Lady Gaga                                 | [ 14 ]       |
| 2 kwietnia      | "Born This Way"                | Lady Gaga                                 | [ 15 ]       |
| 9 kwietnia      | "E.T."                         | Katy Perry featuring Kanye West           | [ 16 ]       |
| 16 kwietnia     | "E.T."                         | Katy Perry featuring Kanye West           | [ 17 ]       |
| 23 kwietnia     | "E.T."                         | Katy Perry featuring Kanye West           | [ 18 ]       |
| 30 kwietnia     | "S&M"                          | Rihanna featuring Britney Spears          | [ 19 ]       |
| 7 maja          | "E.T."                         | Katy Perry featuring Kanye West           | [ 20 ]       |
| 14 maja         | "E.T."                         | Katy Perry featuring Kanye West           | [ 21 ]       |
| 21 maja         | "Rolling in the Deep"          | Adele                                     | [ 22 ]       |
| 28 maja         | "Rolling in the Deep"          | Adele                                     | [ 23 ]       |
| 4 czerwca       | "Rolling in the Deep"          | Adele                                     | [ 24 ]       |
| 11 czerwca      | "Rolling in the Deep"          | Adele                                     | [ 25 ]       |
| 18 czerwca      | "Rolling in the Deep"          | Adele                                     | [ 26 ]       |
| 25 czerwca      | "Rolling in the Deep"          | Adele                                     | [ 27 ]       |
| 2 lipca         | "Rolling in the Deep"          | Adele                                     | [ 28 ]       |
| 9 lipca         | "Give Me Everything"           | Pitbull featuring Ne-Yo, Afrojack & Nayer | [ 29 ]       |
| 16 lipca        | "Party Rock Anthem"            | LMFAO featuring Lauren Bennett & GoonRock | [ 30 ]       |
| 23 lipca        | "Party Rock Anthem"            | LMFAO featuring Lauren Bennett & GoonRock | [ 31 ]       |
| 30 lipca        | "Party Rock Anthem"            | LMFAO featuring Lauren Bennett & GoonRock | [ 32 ]       |
| 6 sierpnia      | "Party Rock Anthem"            | LMFAO featuring Lauren Bennett & GoonRock | [ 33 ]       |
| 13 sierpnia     | "Party Rock Anthem"            | LMFAO featuring Lauren Bennett & GoonRock | [ 34 ]       |
| 20 sierpnia     | "Party Rock Anthem"            | LMFAO featuring Lauren Bennett & GoonRock | [ 35 ]       |
| 27 sierpnia     | "Last Friday Night (T.G.I.F.)" | Katy Perry                                | [ 36 ]       |
| 3 września      | "Last Friday Night (T.G.I.F.)" | Katy Perry                                | [ 37 ]       |
| 10 września     | "Moves Like Jagger"            | Maroon 5 featuring Christina Aguilera     | [ 38 ]       |
| 17 września     | "Someone Like You"             | Adele                                     | [ 39 ]       |
| 24 września     | "Moves Like Jagger"            | Maroon 5 featuring Christina Aguilera     | [ 40 ]       |
| 1 października  | "Moves Like Jagger"            | Maroon 5 featuring Christina Aguilera     | [ 41 ]       |
| 8 października  | "Moves Like Jagger"            | Maroon 5 featuring Christina Aguilera     | [ 42 ]       |
| 15 października | "Someone Like You"             | Adele                                     | [ 43 ]       |
| 22 października | "Someone Like You"             | Adele                                     | [ 44 ]       |
| 29 października | "Someone Like You"             | Adele                                     | [ 45 ]       |
| 5 listopada     | "Someone Like You"             | Adele                                     | [ 46 ]       |
| 12 listopada    | "We Found Love"                | Rihanna featuring Calvin Harris           | [ 47 ]       |
| 19 listopada    | "We Found Love"                | Rihanna featuring Calvin Harris           | [ 48 ]       |
| 26 listopada    | "We Found Love"                | Rihanna featuring Calvin Harris           | [ 49 ]       |
| 3 grudnia       | "We Found Love"                | Rihanna featuring Calvin Harris           | [ 50 ]       |
| 10 grudnia      | "We Found Love"                | Rihanna featuring Calvin Harris           | [ 51 ]       |
| 17 grudnia      | "We Found Love"                | Rihanna featuring Calvin Harris           | [ 52 ]       |
| 24 grudnia      | "We Found Love"                | Rihanna featuring Calvin Harris           | [ 53 ]       |
| 31 grudnia      | "We Found Love"                | Rihanna featuring Calvin Harris           | [ 54 ]       |